# Cabeza guateada
La cabeza guateada és un plat típic de la gastronomia de l'Argentina. Es prepara amb el cap d'una vaca, condimentat i protegit amb mantes, el qual es cuina soterrat a terra. Aquest plat forma part de l'herència cultural dels pobles originaris que encara es conserva a l'Argentina.